# Абрит (нунатак)
 Тази статия е за хълма в Антарктика.  За селото в Североизточна България вижте Абрит.  
Абрит (на английски: Abrit Nunatak) е скалист хълм на Земя Греъм в Антарктида. Получава това име в чест на село Абрит в Община Крушари през 2010 г.

## Описание
Хълмът е с височина над 400 m от югоизточната страна на полуостров Тринити. Разположен е източно от платото Лаклавер и южно от ледника Мот, на 4,47 km североизточно от хълма Теодолит, 2,49 km на изток-югоизток от нунатак Ургури, 8,2 km южно от връх Фидасе. Издига се над ледник Мот на север и залива Ретиже на югоизток.

## Картографиране
Британско-германска топографска карта на хълма като част от Земя Греъм от 1996 г.

## Карти
- Trinity Peninsula Архив на оригинала от 2011-07-18 в Wayback Machine.. Scale 1:250000 topographic map. Institut für Angewandte Geodäsie and British Antarctic Survey, 1996